# Гатчина
Гатчина (рус. Гатчина) град је на северозападу европског дела Руске Федерације. Налази се у западном делу Лењинградске области, и административно припада Гатчињском рејону, чији је уједно и административни центар.
Према проценама националне статистичке службе за 2015. у граду је живело 96.334 становника, што Гатчину чини највећим градом у Лењинградској области. Административни статус града има још од 1796. године. Градска територија обухвата подручје површине 28,75 km².
Гатчина је један од најважнијих индустријских, научних, културних и образовних центара Лењинградске области, а историјско средиште града налази се на Унесковој листи светске баштине (Гатчињски музеј на отвореном и Гатчињски дворац). Од априла 2015. град Гатчина носи титуларно признање „Град војничке славе”.

## Етимологија
На месту савременог града налазило се село Хотчино, које се у писаним изворима први пут помиње у Новгородским катастарским списима из 1500. године. У шведским катастарским списима, који се односе на Ижорске земље у периоду 1618—1623, село се помиње под именом Hotzino by. Постоје две верзије о преклу имена тог села. По првој верзији, топоним представља скраћену верзију староруских личних имена Хотчен, Хотимир, Хотен, Хотчена и Хотина, па отуда Хотчино, док је по другој верзији корен имена у старофинској речи хатша која означава место где је шума спаљена да би се ослободио простор за испашу стоке. Према легенди, у давна времена, на месту данашњег града се налазило светилиште посвећено паганској богињи Хочени, по којој је касније и само насеље добило име Хотчино („Хотченино насеље”).
О пореклу имена топонима Гатчина постоји неколико верзија. Најзначајније верзије су она по којој је име топонима изведено од речи гат (рус. гать, пут који пролази преко мочваре и блата, а по њему су наслагани балвани) и чинаја (рус. чинная, важно и чврсто), односно од немачког термина Hat Schöne, који означава лепоту, лепотицу (алудирајући на лепоте подручја), а који је први употребио руски песник Василиј Рубан.
Средином XVII века, немо Х из имена села Хотчино је замењено звонким Г, и самим тим је насеље добило ново име Готчино, а савремену форму имена, насеље добија неколико деценија касније (иако се стара верзија имена паралелно користила готово до почетка 20. века). Тако је императорка Катарина Велика 1793. године доделила „мизу Гатчино са тамошњим дворцем” свом најстаријем сину и наследнику, Павлу Петровичу. На неким старијим картама постоји и верзија без слова Т у топониму, па се тако на карти Санктпетербуршке губерније из 1770. помиње село Гачино у оквиру мизе Гачињске.
Године 1923. град је преименован у Троцк, у част совјетског политичара и револуционара Лава Троцког. Након што је Троцки 1929. године протеран из Совјетског Савеза, Троцк је преименован у Красногвардејск (рус. Красногвардейск).
Током трајања немачке окупације у Другом светском рату град је носио име Линдеманштат, у част главнокомандујућег 18. армије Вермахта, генерала Георга Линдемана. Совјетске власти никада нису признале легитимитетн немачког преименовања града, а након ослобођења, Президијум Врховног совјета Совјетског Савеза је, одлуком од 23. јануара 1944. године, граду вратио историјско име Гатчина.

## Географија
Град Гатчина налази се на северозападу европског дела Руске Федерације, односно у западном делу Лењинградске области. Град је смештен у источним периферним деловима Ижорског побрђа и карактерише га благо заталасан рељеф са ког се местимично издижу изолована моренска брда, са максималним надморским висинама до 100 m. Геолошку основу подручја чине стене ордовицијумске старости, док је површински рељеф настао као последица глацијалног процеса. Подручје се налази у подзони јужне тајге.
Градска територија обухвата подручје површине 28,57 km², а у садашњим границама градска општина се налази од 1997. године. Градска територија се пружа у смеру запад-исток дужином од 6,5 km, односно у смеру север-југ до 7 km. Град Санкт Петербург налази се на свега 46 km северније, док је у истом смеру и обала Финског залива (удаљена око 30 km).
Кроз северне делове града протиче река Ижора (лева притока Неве), те њене притоке Гатчинка и Пиљчаја. Град је познат по својим језерима, углавном вештачког карактера, а најпознатија су Бело, Црно, Сребрно, Фиљкино и Колпанско. Ови хидролошки објекти су и значајни за водоснабдевање града, и дају готово трећину градских потреба за пијаћом и техничком водом (остатак се намирива из подземних извора).

### Клима
Гатчина се налази у зони умереноконтиненталне климе, а због близине и отворености Финском заливу, подручје је под јаким утицајима маритимних ваздушних маса. Зиме су релативно благе, са просечним температурама најхладнијег месеца јануара од −8 °C, док су лета неретко и прохладна са јулским просеком температура ваздуха од око +17 °C. Просечна годишња сума падавина на подручју града је између 650 и 700 милиметара, преовладавају јужни и западни ветрови (просечне брзине 2,9 м/с). У пролеће и током лета јављају се „беле ноћи”.
| Клима Гатчине            | Клима Гатчине | Клима Гатчине | Клима Гатчине | Клима Гатчине | Клима Гатчине | Клима Гатчине | Клима Гатчине | Клима Гатчине | Клима Гатчине | Клима Гатчине | Клима Гатчине | Клима Гатчине | Клима Гатчине |
| Показатељ \ Месец        | .Јан.         | .Феб.         | .Мар.         | .Апр.         | .Мај.         | .Јун.         | .Јул.         | .Авг.         | .Сеп.         | .Окт.         | .Нов.         | .Дец.         | .Год.         |
| ------------------------ | ------------- | ------------- | ------------- | ------------- | ------------- | ------------- | ------------- | ------------- | ------------- | ------------- | ------------- | ------------- | ------------- |
| Средњи максимум, °C (°F) | −4,4 (24,1)   | −4,1 (24,6)   | 0,7 (33,3)    | 8,5 (47,3)    | 15,2 (59,4)   | 19,6 (67,3)   | 22 (72)       | 19,7 (67,5)   | 13,8 (56,8)   | 7,3 (45,1)    | 0,2 (32,4)    | −3,5 (25,7)   | 8,0 (46,4)    |
| Просек, °C (°F)          | −7,4 (18,7)   | −7,4 (18,7)   | −2,9 (26,8)   | 4,3 (39,7)    | 10,7 (51,3)   | 15,4 (59,7)   | 17,8 (64)     | 15,7 (60,3)   | 10,5 (50,9)   | 4,8 (40,6)    | −2 (28)       | −6,4 (20,5)   | 4,5 (40,1)    |
| Средњи минимум, °C (°F)  | −10,8 (12,6)  | −11 (12)      | −6,7 (19,9)   | −0,1 (31,8)   | 5,6 (42,1)    | 10,5 (50,9)   | 13,2 (55,8)   | 11,5 (52,7)   | 7,1 (44,8)    | 2,3 (36,1)    | −4,5 (23,9)   | −9,6 (14,7)   | 0,7 (33,3)    |
| Извор: Яндекс. Погода,   |               |               |               |               |               |               |               |               |               |               |               |               |               |

### Екологија
Концентрације аеросоли и штетних агенаса у ваздуху Гатчине двоструко су више од нормалних вредности, а главни загађивачи су индустријска постројења, енеергетски објекти и аутомобилски издувни гасови. Вода у градском водоводу садржи повећане концентрације железа, а велики загађивачи подземних и надземних вода су отпадне индустријске воде и воде из канализационог система.
Град се налази на територији са повећаном концентрацијом радиоактивног елемента радона, а у непосредној близини је Петербуршки институт за нуклеарну физику, у оквиру ког су активна два нуклеарна реактора, истраживачке лабораторије и одлагалишта радиоактивног отпада. У оквиру института налази се и научно-истраживачки комплекс и лабораторија за проучавање својстава радона.
На еколошку слику града и квалитет животне средине позитиво утичу бројни паркови који се налазе, како у самом граду, тако и у непосредној околини. Један од најпознатијих градских паркова је Зверинец, који се због свог јединственог екосистема често назива и Гатчињском пољаном чудеса. Овај пејзажни парк налази се потенцијални је кандидат за уврштавање на листу заштићених природних подручја у категорији споменика природе од локалног значаја. Неке од ретких биљних врста које обитавају на подручју парка су Valeriana dioica, Carex davalliana (уврштена у Црвену књигу Русије), Carex umbrosa, (уврштена у Црвену књигу Русије), Colchicum autumnale, (уврштена у Црвену књигу Русије), Sesleria caerulea и друге.

### Временска зона
Град Гатчина се, баш као и цела Лењинградска област налази у временској зони која се по међународним стандардима за мерење времена означава као Московско време, односно Moscow Time Zone (MSK/MSD). У односу на координисано универзално време Московско време има вредност од UTC+3.

## Историја
Иако најранији археолошки докази о постојању насеља на подручју савремене Гатчине датирају из XIII века, први писани документи везани за насеље на том подручју датирају из 1500. године, и односе се на један новгородски катастарски документ у којем се помиње „село Хотчино уз језеро Хотчинско”.
Током наредних неколико векова, цело подручје је константно било местом територијалних спорова између руских и шведских владара. Сходно одредбама Столбовског мировног уговора из 1617. године, село Хотчино и територија око њега прелазе у састав Краљевине Шведске, а од 1624. селом владају племићи из династије Оксенштерн. На самом почетку Великог северног рата, током 1702—1703. године, цело подручје поново улази у састав руске државе, а привредни и стратешки значај подручја порастао је након оснивања нове престонице Санкт Петербурга, на свега четрдесетак километара северније од села.
У периоду између 1712. и 1714. године имање око Гатчине и 23 околна села додељено је царевни Наталији Алексејевној, рођеној сестри цара Петра Великог. Након принцезине смрти, 1716. године, имање је у наредних неколико деценија мењало управнике, да би га на послетку, 1765. године, императорка Катарина Велика претворила у власништво краљевске породице. Исте године Императорка је имање доделила свом миљенику, генералу Григорију Орлову, као знак захвалности за подршку током преврата од 9. јула 1762. године.
У лето 1766. Орлов је наредио градњу новог дворца који је требало да буде окружен огромним парком пејзажног (енглеског) типа, а по архитектонском решењу италијанског архитекте Антонија Риналдија. Гатчињски дворац убрзо је постао значајно окупљалиште најмоћнијих људи у земљи. После Орловљеве смрти 1783. године, Катарина II је откупила имање и поклонила га свом сину, и будућем императору Павлу . За главног архитекту именован је Италијан Винченцо Брена, по чијим пројектима су саграђени бројни парковски комплекси у околини, а 1795. године извршена и свеобухватна реконструкција дворца. У вези са боравком Павла I у Гатчињском дворцу, је и формирање посебног војничког одреда, такозване Гатчињске војске (рус. Гатчинские войска), специјалне војне јединице задужене искључиво за књажеву, а касније императорову сигурност.
Након што је 6. новембра 1796. Павле I крунисан за императора, већ 11. новембра нови руски владар је донео указ којим се дотадашње имање Гатчина преображава у царски град Гатчину(рус. «Собственную нашу мызу Гатчину переименовать городом повелеваем»). Новоосновани град се састојао од неколико територијално раздвојених насеља и имања, а према подацима из 1797. године, у граду је постојало 237 домаћинстава. Град је убрзано почео да се развија и већ 1798. године поплочана је главна градска улица, саграђена је канализација и постављено 600 уличних светиљки. Током наредних неколико година са радом је почела и мања текстилна фабрика, те фабрика за израду порцелана.
Крајем XVIII века Гатчина постаје седиштем истоименог округа, док је у периоду између 1797—1799. године, а по пројекту архитекте Николаја Љвова, саграђен Приоратски дворац, грађевина која је убрзо постала једним од најважнијих градских симбола Гатчине. Први званични градски грб усвојен је одлуком Павла I од 13. децембра 1800. године.
- Принцеза Наталија Алексејевна
- Григориј Орлов
- Гроф Алексеј Аракчејев, управник Гатчине од 1792. год

### Гатчина током XIX и почетком XX века
Након убиства императора Павла I 1801. године, Гатчина је прешла под директну управу његове удовице и императорке Марије Фјодоровне. Од 1828. године градом управља император Николај I Павлович. Године 1838. отворена је редовна поштанска линија дилижанси између Гатчине и Царског Села, а према статистичким подацима из исте године, у граду је живело 3.030 становника. Средином 19. века у граду су обављене неке значајније архитектонске активности, извршена је комплетна реконструкција дворца (1844), а саграђена је и нова православна црква посвећена Апостолу Павлу (1852. године). Железничка линија са Санкт Петербургом са радом је почела 1. новембра 1853. године. Током владавине императора Александра II (1855—1881) у граду је са радом почела телеграфска централа (1855), штампарија (1876) и добровољно ватрогасно друштво (1877. године).
Император Александар III (владао од 1881—1894) је на почетку своје владавине готово непрекидно живео у Гатчињском дворцу, због чега су га често називали и „гатчињским заточеником”. Током његове владавине град је доживео урбанистички процват. Пред императорским двором је 1881. уведено електрично осветљење, чиме је Гатчина постала првим градом у Руској Империји са електричним уличним осветљењем. Исте године саграђена је и градска канализациона мрежа, убрзо је саграђена телефонска и водоводна мрежа. Изумитељ Степан Джевецки је на Сребрном језеру, у једном од бројних градских паркова демонстрирао свој прототп подморнице, а ту су 1890. године вршена тестирања на пушки Мосин-Наган (позната и као Московка), која је већ наредне године ушла у употребу у војсци Империје.
Централна градска библиотека отворена је 1899. године. Захваљујући развијеној инфраструктури, те близини велике метрополе какав је Санкт Петербург, на Светској изложби у Паризу 1900. године Гатчини је додељено признање „за живот најпријатнијег малог града у Русији”.
Прве градске новине „Гатчињски лист” (рус. Гатчинский листок) почеле су да излазе 1906. године, а две године касније отворен је и први биоскоп. Недалеко од града је током 1910. саграђен војни аеродром у склопу ког је основана и прва руска ваздухопловна академија. У Гатчињској ваздухопловној академији, између осталих су се школовали и Петар Нестеров (први ваздухопловац који је успешно извео маневар „Мртве петље”) и Лидија Зверева (прва жена школовани пилот у Русији).
У Западном ваздухопловном батаљону, који је био стациониран у Гатчини, 1. марта 1917. године долази до побуне која је довела до успостављања револуционарне власти у граду (Гатчињски рејонски комитет Петроградског совјета). Током Октобарске револуције у Гатчини се сакривао председник руске привремене владе Александар Керенски. Током Руског грађанског рата град је био поприште жестких борби између војски Црвене армије са једне и белогардејаца генерала Николаја Јуденича, са друге стране.
Године 1923. многи топоними и улице широм Русије преименовани су, а све са циљем обележавања петогодишњице Октобарске револуције. Град Гатчина је тако у част револуционара и политичара Лава Троцког преименован у Троцк. Истовремено је град проглашен административним центро Троцког округа, односно од септембра 1927. године Троцког рејона. Након што је Троцки 1929. протеран из земље, град је аутоматски добио ново име, Красногвардејск (рус. Красногвардейск). Град је истовремено био и седиште Колпанског финског националног совјета, административне јединице основане 1926. године чију основу популације су чинили припадници финске националне мањине. Према подацима из 1933. године, Колпински совјет је чинило 20 насељених места са укупно 3.679 становника. Колпински совјет је укинут 1939. године, а сам град је преобразован у засебну административну јединицу.
У Велики чисткама током 1937. и 1938. године, под оптужбама за издају и шпијунаже стрељано је 214 становника Гатчине.

### Гатчина током Другог светског рата
Током Другог светског рата град је био под окупацијом нацистичких трупа. Немачки тенкови ушли су у град након жестоких борби 9. септембра 1941. године. Окупационе власти су већ наредне године град преименовали у Линдеманштат, у част главнокомандујућег 18. армије Вермахта, генерала Георга Линдемана. Јединице Црвене армије ослободиле су град 26. јануара 1944. године. Гатчина је током рата претрпела страховита разарања, готово све градске грађевине су до темеља порушене, а број становника спао је са више од 50.000 пре окупације, на свега 3.800 становника у моменту ослобођења. Након ослобођења граду је враћено његово историјско име Гатчина.

### Поратни и постсовјетски период
Одмах по окончању рата кренуло се у свеобухватну обнову порушеног града, и за кратко време граду су враћени основни инфраструктурни објекти. Током 1956. године у граду је основана филијала физичко-техничког института Руске академије наука, а за потребе запосленика у институту убрзо је саграђена и потпуно нова стамбена четврт Хохлово Поље. Институт је 1971. претворен у Санктпетербуршки (Лењинградски) институт за нуклеарну физику (рус. Петербургский институт ядерной физики имени Б. П. Константинова), највећу научну установу за нуклеарна истраживања у том делу Русије.
Године 1976. започели су свеобухватни радови на обнови и рестаурацији Гатчињског дворца, а прве просторије су отворене за посетиоце током 1985. године. Током 1980-их година градц се додатно ширио ка истоку и ка западу, где су основане две нове градске целине, Вјезд и Аеродром. Године 1990. историјски центар Гатчине и дворско-парковски комплекс у околини укључен је на листу Светске баштине Унеска. Градска индустрија доживела је знатан пад током 1990-их година, што је била последица распада Совјетског Савеза и преласка са социјалистичког на капиталистички систем. Обим индустријске производње је пао за више од 4 пута, а знатан пад забележен је и у грађевинарству и трговачким делатностима. Привредни опоравак започиње крајем прошлог века, развијају се мали бизниси, посебно трговина и услужне делатности.
Град је 1996. административно издвојен из Гатчињског рејона и имао је статус засебне општине, а поново је враћен у границе рејона 2006. као градска општина. У граду је 1996. отворено одељење Државног института за финансије, економију, право и технологију, високошколска установа која је за кратко време постала најпрестижнијом образовном установом тог типа на подручју целе Лењинградске области. На националном избору „градова са најпозитивнијим показатељима за живот грађана” (рус. Самый благоустроенный город России) 1999. године, град Гатчина је у категорији градова до сто хиљада становника заузео прво место. Слична признања град је добијао и током наредних година.
Све до 2010. године Гатчина је имала статус насеља од националног историјског значаја, а тај статус је изгубила одлуком Министарства културе РФ № 418/339 од 29. јула 2010. године.
Указом председника Руске Федерације Владимира Путина № 177, од 6. априла 2015. град Гатчина је добио почасно звање „Града војничке славе”, за „храброст, постојаност и херојство његових житеља исказано у борбама за слободу и независност Отаџбине”.

## Демографија
Према подацима са пописа становништва 2010. у граду је живело 92.937 становника, док је према проценама националне статистичке службе за 2014. град имао 96.334 становника. По броју становника Гатчина је највеће насељено место на територији Лењинградске области. Градска територија обухвата подручје површине 28,75 km², и на њему у просеку живи око 3.233 становника по квадратном километру.
| 1897.  | 1939.  | 1959.  | 1970.  | 1979.  | 1989.  | 2002.  | 2010.  | 2014.  |
| ------ | ------ | ------ | ------ | ------ | ------ | ------ | ------ | ------ |
| 14.824 | 38.201 | 36.725 | 63.292 | 75.153 | 79.714 | 88.420 | 92.937 | 96.334 |

За Гатчину су карактеристичне дневне миграције ученика и радника ка подручју оближњег Санкт Петербурга, и обратно, а сам град је део Санктпетербуршке агломерације, урбаног подручја у којем живи преко 6 милиона становника. У националном погледу апсолутну већину популације града чине Руси, око 40 % становништва су у узрасту између 25 и 49 година.
Иако је природни прираштај позитиван и град бележи константан раст броја становника, стопа наталитета у односу на морталитет је негативна, а број становника града расте захваљујући непрестаном приливу становништва са стране. Тако је према статистичким подацима из 2005. године у граду рођено 668 беба, док је умрло 1.550 особа, што даје негативан раст од 882 становника. Међутим, исте године у град се доселило 2.451 нових житеља, а иселило се њих 1.086, што је позитиван раст од 1.365 особа. У свеоукупном збиру, број становника Гатчине у 2005. години се тако повећао за 483 становника.

## Градске целине и локална самоуправа
Гатчина је 1796. године добила званичан статус града, а прва званична територијално-административна подела извршена је у јануару 1799. године, и том приликом град је подељен на 4 целине:
- Ингебург и Гатчињски посад (посад је трговачки и индустријски део града)
- Загвоздинска, Малогатчињска и Бомбардирска улица
- Гатчињски дворац и Јекатеринвердер
- Мариенбург.

Савремена граница градског подручја Гатчине датира из 2004. године, и према њој градско подручје обухвата територију површине 28,75 km². Иако град званично није подељен на мање административне целине, у његовој физиономији издваја се 12 историјских рејона и микрорејона:
- Мариенбург — историјски рејон на крајњем северозападу града (поштански код 188301), западно од балтичке железничке пруге. Рејон је познат као значајно железничко седиште и има око 6.000 становника.[32]
- Јегерска слобода (рус. Егерская слобода) — микрорејон на западу града, раније саставни део историјског рејона Мариенбург. Стамбено подручје којим доминирају двоетажне грађевине, а најважнија знаменитост је црква Покрова Пресвете Богородице из 1888. године. Насеље је форимрано у периоду од 1857. до 1860. године.[33]
- Орлова рошча и микрорејон Рошчински (рус. Орлова роща и микрорайон Рощинский) — на крајњем северу града. Састоји се од две целине, парка Орлова рошча и савременог стамбеног насеља Рошчински саграђеног крајем 1980-их година (јединствени поштански код је 188308). У Орловој рошчи налази се здање Петербуршког института за нуклеарну физику.[34]
- Хохлово поље — стамбени микрорејон у централном делу града са око 13.000 становника.[35]
- Вјезд — стамбени микрорејон у североисточном делу града, на правцу из Санкт Петербурга ка Гатчини (отуда и име). Микрорејоном доминирају савремене вишеспратнице, и ту живи око 11.000 становника.[36]
- Јекатеринвердер — историјски рејон града смештен западно од Гатчињског дворца. Рејон је име добио по Јекатеринвердерској тврђави саграђеној крајем XVIII века.[37]
- Центар — историјски рејон у централном делу града, источно од хидрсистема гатчињских језера. То је културни, административни и образовни центар Гатчине и Гатчињског рејона. Поштански кодови 188300, 188304-188305.
- Загвоздка — историјски рејон на крајњем истоку града, између железничке пруге на западу и друмске обилазнице на истоку. Као село Загвоздка први пут се помиње још 1500. године. Ту се налази централно градско гробље Солодухино (познато и као Ново гробље, основано 1851. године).[38]
- Аеродром (рус. Аэродром) — градски рејон на крајњем југозападу града, од историјског центра на североистоку одвојен железничком пругом. Најнасељенији је то део града са око 20.000 становника. Рејон је име добио по некадашњем војном аеродрому, једном од првих објеката тог типа на подручју Руске Империје. Већина улица на подручју рејона носи име по херојима руске и совјетске војне авијације.
- Кијевски микрорејон (рус. Киевский микрорайон) — некадашња Александровска слобода, налази се у јужном делу града. Укључује и мањи део села Мали Колпани.
- Химози — микрорејон на крајњем југу града Гатчине, углавном субурбаног карактера. Ту се налазе постројења Гатчињског електротехничког завода.
- Ингербург — историјски део града, име је добио по Ингербуршкој тврђави и налази се у централном делу града. Од некадашње тврђаве остала су само Ингербуршка врата и Црвене војничке бараке.[39]

- Ингербуршка врата
- Изотовљева улица у рејону Рошчински
- Дрвена кућа у Мариенбургу

Град Гатчина дминистративно је уређен као засебна градска општина у границама Гатчињског општинског рејона Лењинградске области. Гатчинска градска општина обухвата цело подручје града Гатчине, а у његовим границама се до јуна 2013. налазило и село Бољшаја Загвоздка које је данас припојено градском подручју. Локална градска власт функционише на основу одредаба Градског статута Гатчине усвојеног 7. децембра 2007. године.
Најважнији орган локалне самоуправе је градска скупштина која се састоји од 33 посланика (депутата) који се бирају на директним изборима. Градска скупштина бира градоначелника. Главни извршни орган власти је градска администрација (односно градска влада) чијег председника бирају градски депутати.
- Рошчинска улица у насељу Вјезд
- Споменик МиГ-21 у насељу Аеродром
- План тврђаве Ингенбург

## Градски грб и застава
Први званични грб града Гатчине усвојен је на предлог императора Павла I Петровича 13. децембра 1800. године и био је у употреби све до новембра 1917. када су руске револуционарне власти измениле све старе државне симболе који су имали везе са царском породицом. Савремени градски грб, који представља копију оригиналног грба, поново је, одлуком локалне градске скупштине, враћен у употребу 4. октобра 1995. године, а од истог периода градски грб је уједно и грб гатчињске градске општине. Званичан закон о градским симболима усвојен је 18. марта 1998. године. Градски грб Гатчине заведен је у архиву Националног хералдичког регистра Руске Федерације под № 270.
Званичан градски грб Гатчине има за основу модерни француски штит који је подељен на два дела. У горњем делу чија подлога је златно жуте боје и који обухвата две трећине штита, налази се црни двоглави орао са златним кљуновима и канџама у којима држи скиптар и куглу са крстом, а који представља симбол тадашње императорске власти. Орао је окруњен трима императорским крунама, од којих је централна нешто већих димензија. На орловим грудима налази се сребрни малтешки крст изнад којег је круна Великог мајстора Малтешког витешког реда (круна са ордена светог Јована Јерусалимског). У средишту малтешког крста налази се мањи француски штит јарко црвене боје са монограмом императора Павла I. У доњем делу грба налази се поље плаве боје које симболизује империјалну андрејевску ленту, у чијем средишту је златном бојом утиснуто почетно слово имена града у писаној латиничној верзији „G”. Грб Гатчине је један од тек четири градска грба градове Русије који садрже почетно слово носиоца грба (Верхотурје, Виборг и Мосаљск), односно један од шест градских грбова на којем су представљени империјални иницијали (преостали су Пушкин, Петерхоф, Павловск, Таганрог и Краснодар).
Током совјетског периода у употреби је био незванични грб у облику француског штита подељен на три дела. У централном делу на белој подлози налазио се обелиск Конетабл и три испреплетане орбите електрона, симболи градске прошлости и будућности. У горњем делу грба на црвеној подлози златном бојом је било исписано име града, док је у доњем делу на зеленом пољу златном бојом била утиснута година оснивања 1796.
Изглед званичне градске заставе усвојен је на заседању градске скупштине 2008. године и представља платно беле боје у чијем средишту се налази градски грб.

## Партнерски градови
Град Гатчина има потписане међунардне уговоре о партнерству и сарадњи са следећим градовима:
- Котбриџ (Шкотска, Уједињено Краљевство)[49]
- Ешилструна (Шведска)
- Еспо (Финска)
- Етлинген (Немачка)[50]
- Лексингтон (Масачусетс, САД)[51]